# Peter Schneider (Heimatforscher)
Peter Schneider (* 20. Juni 1882 in Bamberg; † 19. Januar 1958 ebenda) war ein deutscher Heimatforscher und Gymnasiallehrer.

## Leben
Peter Schneider wurde als Sohn einer alteingesessenen Bamberger Familie geboren. Nach dem Abitur 1901 studierte er an der Universität München und später an der Universität Würzburg Alte Sprachen, Germanistik, Geschichte und Geographie, erlangte 1907 die Promotion zum Dr. phil. und schlug die Laufbahn eines Gymnasiallehrers ein. Zunächst unterrichtete er am Neuen Gymnasium Bamberg in Bamberg, ab 1911 in Speyer. Dort heiratete er 1912 die Bambergerin Babette Reinlein; aus dieser Ehe gingen vier Kinder hervor. 1920 zog er wieder nach Würzburg und lehrte am Neuen Gymnasium (dem heutigen Riemenschneider-Gymnasium). Im gleichen Jahr gründete Schneider den Frankenbund mit. Nach einer kurzen Lehrtätigkeit in Aschaffenburg kehrte er 1934 wieder nach Würzburg zurück. Zum 1. Mai 1933 trat er der NSDAP bei. Bei dem verheerenden Angriff auf Würzburg am 16. März 1945 verlor er Hab und Gut; seine umfangreiche Bibliothek sowie Aufzeichnungen und Manuskripte verbrannten. Die folgenden drei Jahre verbrachte er mit seiner Familie in Gerolzhofen, zog 1948 in seine Heimatstadt Bamberg und übernahm die Leitung des dortigen Alten Gymnasiums. 1950 schied er aus dem Schuldienst aus. Er starb am 19. Januar 1958 in Bamberg und wurde dort zwei Tage später unter großer öffentlicher Anteilnahme beerdigt.

## Engagement
Während seines Studiums in München wurde er Mitglied der katholischen Studentenverbindung K.B.St.V. Rhaetia München und gründete 1905 deren Würzburger Filialverbindung Herbipolensis mit. Nach dem Ersten Weltkrieg wurde der Würzburger Ableger selbstständig, wandelte sich zur K.D.St.V. Franco-Raetia zu Würzburg und trat 1930 dem Cartellverband der katholischen deutschen Studentenverbindungen bei. Peter Schneider wurde der erste Philistersenior der jungen Verbindung und gilt durch sein Engagement als „Pate“ der Franco-Raeten.
Sein zweites „Lebensprojekt“ war der Frankenbund. Schon in jungen Jahren trat Schneider mit (kunst-)historischen und volkskundlichen Themen an die Öffentlichkeit. Zunehmend wurde die Beschäftigung mit Franken, seiner Geschichte und Kultur, seiner Landschaft, seiner Sprache und seinen Bewohnern zu seiner Lebensaufgabe. Zusammen mit Gleichgesinnten gründete er am 11. Oktober 1920 den Frankenbund e.V., welcher sich als „Bund zur Kenntnis und Pflege des fränkischen Landes und Volkes sah“. Schneider war ein vielbeachteter Schriftsteller und Forscher, zu dessen Arbeitsgebieten fränkische Geschichte, Volkskunde, Heraldik und Sprachforschung gehörten, wie auch ein begnadeter Redner, der seine Zuhörer zu begeistern und mitzureißen wusste. Er veröffentlichte mehr als 100 Publikationen über Franken.

## Ehrungen und Auszeichnungen

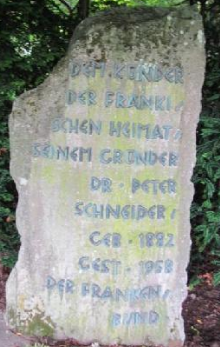
Gedenkstein für Peter Schneider auf dem Schwanberg

Der Frankenbund setzte seinem Gründer 1959 einen Gedenkstein auf dem Schwanberg, Landkreis Kitzingen.
Die Stadt Bamberg würdigt ihn mit der Peter-Schneider-Straße am Abtsberg.

## Mitgliedschaften
- K.D.St.V. Franco-Raetia zu Würzburg im CV
- Frankenbund e.V.